# Rivarennes (Indre)
Rivarennes ist eine französische Gemeinde mit 491 Einwohnern (Stand 1. Januar 2022) im Département Indre in der Region Centre-Val de Loire; sie gehört zum Arrondissement Le Blanc und zum Kanton Le Blanc.

## Lage
Das Gemeindegebiet wird vom Fluss Creuse durchquert, im Süden verläuft sein späterer Zufluss Brion.
Nachbargemeinden von Rivarennes sind Chitray im Nordwesten, Nuret-le-Ferron im Nordosten, Saint-Gaultier im Osten, Thenay im Südosten, Luzeret im Süden, Prissac im Südwesten, und Oulches im Westen.

## Bevölkerungsentwicklung
| Jahr      | 1962 | 1968 | 1975 | 1982 | 1990 | 1999 | 2007 | 2012 | 2018 |
| Einwohner | 646  | 646  | 543  | 508  | 536  | 544  | 561  | 601  | 547  |

## Sehenswürdigkeiten
- Kirche Saint-Denis (12. Jahrhundert)
- gallo-römischer und merowingischer Friedhof
- Le Pavillon, ein rechteckiger Turm aus dem Jahr 1603

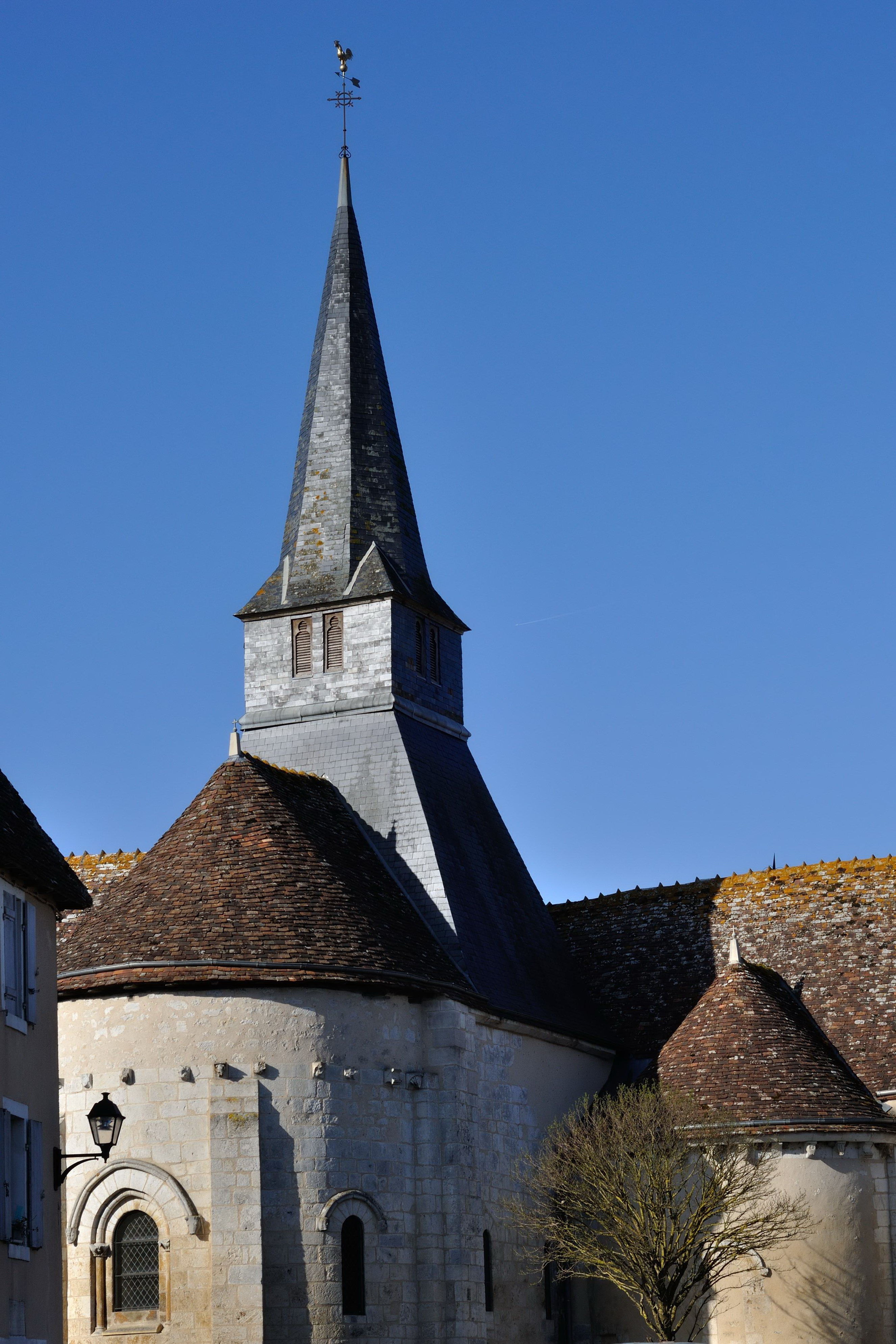
Kirche Saint-Denis

- Schloss la Tour
- Schloss Barreneuve
- Schloss Terrières
- Ruinen des Schlosses Pleinpinard
- Schloss Villeneuve
- Schloss Romagère